# Östergötlands runinskrifter 232

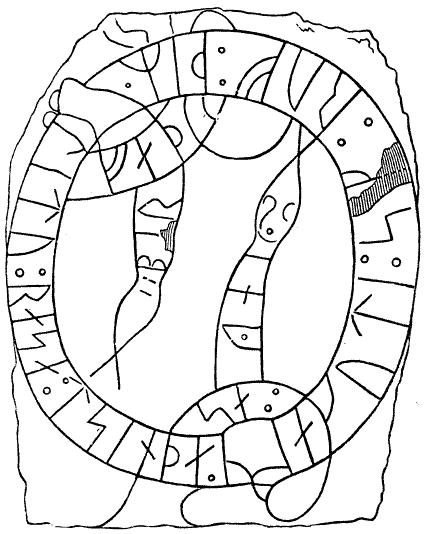
Renritning av runorna på Ög 232 av P.A. Säve (1862).

Ög 232 är en runsten som står rest på kyrkogården vid Östra Stenby kyrka.

## Stenen
Runstenen består av ljusgrå granit och är 1,1 m hög, 0,7 m bred och 0,2-0,35 m tjock. Runhöjden är 5-10 cm.
Tillsammans med fem andra runstenar (Ög 233, Ög 234, Ög 235, Ög 236, och Ög ATA580/75) står den uppställd längs den gång som leder från kyrkogårdens västra ingång fram till kyrkans ingång genom tornet. Ytterligare en runsten, Ög 231, finns inne i kyrkan.

## Inskriften
Inskriften är delvis svårläst.
Translitterering av runraden:
akuti : auk : ulf : þiʀ : litu : rasa : tsin þinsa aftiʀ : biruiþ : faþur sin
Normalisering till runsvenska:
Aguti ok Ulfʀ þæiʀ letu ræisa stæin þennsa æftiʀ Bergvið, faður sinn.
Översättning till nusvenska:
Agute och Ulf de läto resa denna sten efter Bergvid, sin fader.

## Historia
Ög 232 påträffades tillsammans med fem andra runstenar i grunden till det gamla medeltida kyrktornet när det revs vid ombyggnaden av kyrkan 1858-60. Ög 232-Ög 236  murades in i den södra korsarmens innerväggar (Ög 231 placerades på kyrkans vind och har sedermera placerats inne i kyrkan), med inskriptionerna synliga. När kyrkan återigen renoverades och byggdes om 1939 togs runstenarna ut från muren och placerades på kyrkogården, tillsammans med en sjätte runsten,  Ög ATA580/75, som återfunnits liggande i kyrkans yttermur i vinkeln mellan långhuset och södra korsarmen.